# Adrián Escudero García
Adrián Escudero García   (Madrid, 24 de novembre de 1927 - Madrid, 7 de març de 2011) va ser un futbolista internacional i entrenador espanyol. Jugava de davanter i va desenvolupar tota la seva carrera esportiva al Club Atlético de Madrid, equip en el qual segueix sent el màxim golejador de la seva història a la Lliga, amb 150 gols.

## Trajectòria
Els seus inicis com a jugador van tenir lloc en l'equip del Banc Hispano Americano, a Segona Regional, per després passar al CD Mediodía, a Tercera Divisió.
A la finals de 1945, amb disset anys, va fitxar pel Club Atlético de Madrid, (llavors Atlético Aviación), havent d'esperar a complir els divuit per debutar amb el conjunt blanc-i-vermell, dia que va arribar 27 de gener de 1946 en el partit contra el FC Barcelona al Camp de les Corts i que va guanyar el Barça per 2 gols a 1.
En l'Atlético va romandre un total de tretze temporades en què va disputar 330 partits, guanyant dues Lligues consecutives: 1949-1950 i 1950-1951. És el segon màxim golejador del club en el total de competicions i el que més gols ha marcat en Lliga, 150. També es va alçar amb la victòria en dues competicions oficials antecessores de l'actual Supercopa d'Espanya: la Copa President de la Federació de 1947 i la Copa Eva Duarte de 1951. Al club matalasser va formar part de l'anomenada davantera de vidre, juntament amb José Juncosa, José Luis Pérez-Payá, Henry Carlsson i Larbi Ben Barek.
Abans de la seva retirada, i en complir els deu anys al club, el club va organitzar per a ell un partit homenatge, en el qual es va enfrontar en el Metropolitano al Wiener Sport austríac el 6 de gener de 1955.
En finalitzar la seva etapa com a futbolista, l'Atlético de Madrid li va oferir incorporar-se com tècnic del club, entrenant equips de les categories inferiors, i fent de segon entrenador del primer equip, al qual va arribar a dirigir en un partit la temporada 1963-64. Anys més tard, la temporada 1967-68, va dirigir el CD Badajoz a Segona Divisió.
Pel que fa a la selecció espanyola, Escudero va jugar tres partits, debutant el 7 de desembre de 1952 a Madrid en un amistós contra el la selecció argentina, amb derrota dels espanyols per 0 gols a 1. Només va jugar un sol partit oficial amb la selecció, a Roma, el 17 de març de 1954, contra la selecció turca, en el tercer partit de desempat en la fase de classificació per al Mundial de Suïssa de 1954, marcant el segon gol. El partit va acabar en empat a dos gols i es va decidir el guanyador amb una moneda tirada a sorts, que va beneficiar Turquia.

## Palmarès
- 2 Lligues espanyoles (Primera Divisió): 1949-1950 i 1950-1951.
- Copa President de la Federació 1947.
- Copa Eva Duarte 1951.